# Ulf Richardsson
Ulf Agne Roal Richardsson, född 6 oktober 1935 i Karlskrona stadsförsamling, död 15 mars 2001 i Lunds allhelgonaförsamling, var en svensk handbollsspelare.

## Karriär
Richardsson började spela handboll för KA2 i Karlskrona.  Han blev en bra och stabil spelare och fick debutera i landslaget 1959. Samma år valde han att spela allsvenskt för IFK Malmö. 1959-1960 spelade Richardsson för IFK Malmö. Han spelade alla 18 matcherna i allsvenskan och noterades för 78 mål. Ulf Richardsson kom till Lugi 1960 och spelade för klubben i fyra år. På de åren hann han med 52 matcher och 202 mål. I boken Lugi 75 år beskrivs han som en  individuell spelare med irrationellt spelsätt, spelade ofta framför försvarsmuren, var snabb och duktig på att stjäla bollar och kontrade sedan snabbt med mål som följd. Lugi åkte 1963 ner i division 2 och Richardsson spelade kvar det året som slutade med ny allsvensk plats. Men Ulf Richardsson flyttade 1964 till Hässleholm och då tog hans elitkarriär inom handbollen slut.

## Landslagskarriär
Richardson spelade 16 landskamper under åren 1959–1963. Landslagsdebut den 14 februari 1959 i Borås mot Island. Sverige vann med 29-16 och Richardson stod för 4 mål. Landslaget var B-betonat, med flera spelare från det gamla gardet (Stockenberg och Moberg bland andra) och de flesta spelarna i det egentliga A-laget mötte Tyskland dagen efter. Höjdpunkten i Richardssons landslagskarriär var landslagsåret 1959–1960, då han spelade alla åtta landskamperna det året och var bäste målgörare under året med 36 mål, vilket var långt fler än alla andra. Året efter spelade han trots detta bara en landskamp. Han spelade däremot de flesta matcherna i klubblaget så det kan inte ha varit någon långtidsskada. I VM 1961 var han inte med. Sin sista landskamp spelade han 23 januari 1963 i Köpenhamn i en oavgjord (11-11) match mot Danmark.

## Klubbar
- KA2 IF Karlskrona  (–1959)
- IFK Malmö  (1959–1960)
- Lugi HF  (1960–1964)